# Exécutif de la 1re législature de l'Assemblée d'Irlande du Nord
Irlande du Nord
 2e législature
L’Exécutif de la 1re législature de l'Assemblée d'Irlande du Nord (en anglais : Executive of the 1st Northern Ireland Assembly) est le premier Exécutif d'Irlande du Nord, en exercice entre le 14 juillet 1998 et le 14 octobre 2002, durant la première législature de l'Assemblée.

## Historique du mandat
Dirigé par le nouveau Premier ministre unioniste David Trimble et le nouveau vice-Premier ministre nationaliste Seamus Mallon, cet Exécutif est constitué et soutenu par une coalition consociationaliste entre le Parti unioniste d'Ulster (UUP), le Parti social-démocrate et travailliste (SDLP), le Parti unioniste démocrate (DUP) et le Sinn Féin (SF). Ensemble, ils disposent de 90 députés sur 108, soit 83,3 % des sièges de l'Assemblée.
Il est formé à la suite des élections législatives du 25 juin 1998. Juridiquement, il succède à l'Exécutif formé en janvier 1974 par Brian Faulkner, constitué et soutenu par une coalition entre l'UUP, le SDLP et le Parti de l'Alliance de l'Irlande du Nord (APNI). Toutefois, l'Irlande du Nord se trouvait sous administration directe du gouvernement britannique depuis juillet 1974.
Au cours du scrutin parlementaire, l'UUP remporte le plus grand nombre de sièges et le SDLP obtient le plus grand nombre de voix. Trimble et Mallon sont nommés pour diriger le futur Exécutif, qui ne prend réellement ses fonctions que le 2 décembre 1999, quand la dévolution devient effective.
Le 11 février 2000, le gouvernement britannique annonce la suspension des institutions autonomes à cause de l'absence d'avancées dans le désarmement de l'Armée républicaine irlandaise (IRA). Cette suspension est levée le 30 mai. Considérant les avancées insuffisantes dans ce domaine, Trimble remet sa démission le 1er juillet 2001 et confie l'intérim à Reg Empey. Il reprend finalement son poste le 6 novembre 2001. À cette occasion, le SDLP nomme Mark Durkan vice-Premier ministre.
Soupçonnant la présence d'espions de l'Armée républicaine irlandaise provisoire (PIRA) au palais de Stormont, siège de l'Assemblée, le Service de police d'Irlande du Nord (PSNI) procède à l'arrestation de trois collaborateurs du groupe parlementaire du Sinn Féin le 4 octobre 2002. En conséquence de cette affaire, baptisée « Stormontgate », le gouvernement britannique décide de repasser l'Irlande du Nord sous administration directe pour une période indéfinie.

## Composition

### Initiale (1erjuillet 1998)
| Fonction              | Titulaire | Titulaire     | Parti |
| --------------------- | --------- | ------------- | ----- |
| Premier ministre      |           | David Trimble | UUP   |
| Vice-Premier ministre |           | Seamus Mallon | SDLP  |

### Nominations du2 décembre 1999
| Fonction | Titulaire | Titulaire         | Parti |
| --- | --------- | ----------------- | ----- |
| Premier ministre |           | David Trimble     | UUP   |
| Vice-Premier ministre |           | Seamus Mallon     | SDLP  |
| Ministre de l'Agriculture et du Développement rural                                                                       |           | Bríd Rodgers      | SDLP  |
| Ministre de la Culture, des Arts et des Loisirs                                                                           |           | Michael McGimpsey | UUP   |
| Ministre de l'Éducation                                                                                                   |           | Martin McGuinness | SF    |
| Ministre de l'Enseignement supérieur, de la Formation et de l'Emploi Ministre de l'Emploi et de la Formation (20/07/2001) |           | Sean Farren       | SDLP  |
| Ministre des Entreprises, du Commerce et des Investissements                                                              |           | Reg Empey         | UUP   |
| Ministre de l'Environnement                                                                                               |           | Sam Foster        | UUP   |
| Ministre des Finances et de la Fonction publique                                                                          |           | Mark Durkan       | SDLP  |
| Ministre de la Santé, des Services sociaux et de la Sécurité publique                                                     |           | Bairbre de Brún   | SF    |
| Ministre du Développement régional                                                                                        |           | Peter Robinson    | DUP   |
| Ministre du Développement social                                                                                          |           | Nigel Dodds       | DUP   |

### Remaniement du27 juillet 2001
- Les nouveaux ministres sont indiqués en gras, ceux ayant changé d'attributions en italique.

| Fonction                                                              | Titulaire | Titulaire         | Parti |
| --------------------------------------------------------------------- | --------- | ----------------- | ----- |
| Premier ministre                                                      |           | David Trimble     | UUP   |
| Vice-Premier ministre                                                 |           | Seamus Mallon     | SDLP  |
| Ministre de l'Agriculture et du Développement rural                   |           | Bríd Rodgers      | SDLP  |
| Ministre de la Culture, des Arts et des Loisirs                       |           | Michael McGimpsey | UUP   |
| Ministre de l'Éducation                                               |           | Martin McGuinness | SF    |
| Ministre de l'Emploi et de la Formation                               |           | Sean Farren       | SDLP  |
| Ministre des Entreprises, du Commerce et des Investissements          |           | Reg Empey         | UUP   |
| Ministre de l'Environnement                                           |           | Sam Foster        | UUP   |
| Ministre des Finances et de la Fonction publique                      |           | Mark Durkan       | SDLP  |
| Ministre de la Santé, des Services sociaux et de la Sécurité publique |           | Bairbre de Brún   | SF    |
| Ministre du Développement régional                                    |           | Gregory Campbell  | DUP   |
| Ministre du Développement social                                      |           | Maurice Morrow    | DUP   |

### Remaniement du24 octobre 2001
| Fonction                                                              | Titulaire | Titulaire                                       | Parti |
| --------------------------------------------------------------------- | --------- | ----------------------------------------------- | ----- |
| Premier ministre                                                      |           | David Trimble                                   | UUP   |
| Vice-Premier ministre                                                 |           | Seamus Mallon (jusqu'au 06/11/2001) Mark Durkan | SDLP  |
| Ministre de l'Agriculture et du Développement rural                   |           | Bríd Rodgers                                    | SDLP  |
| Ministre de la Culture, des Arts et des Loisirs                       |           | Michael McGimpsey                               | UUP   |
| Ministre de l'Éducation                                               |           | Martin McGuinness                               | SF    |
| Ministre de l'Emploi et de la Formation                               |           | Sean Farren (jusqu'au 14/12/2001) Carmel Hanna  | SDLP  |
| Ministre des Entreprises, du Commerce et des Investissements          |           | Reg Empey                                       | UUP   |
| Ministre de l'Environnement                                           |           | Sam Foster (jusqu'au 20/02/2002) Dermot Nesbitt | UUP   |
| Ministre des Finances et de la Fonction publique                      |           | Mark Durkan (jusqu'au 14/12/2001) Sean Farren   | SDLP  |
| Ministre de la Santé, des Services sociaux et de la Sécurité publique |           | Bairbre de Brún                                 | SF    |
| Ministre du Développement régional                                    |           | Peter Robinson                                  | DUP   |
| Ministre du Développement social                                      |           | Nigel Dodds                                     | DUP   |